# Neurogomphus featheri
Neurogomphus featheri är en trollsländeart som beskrevs av Elliot C.G. Pinhey 1967. Neurogomphus featheri ingår i släktet Neurogomphus och familjen flodtrollsländor. IUCN kategoriserar arten globalt som livskraftig. Inga underarter finns listade i Catalogue of Life.